# روبرت كوستا
روبرت كوستا (بالإنجليزية: Robert Costa)‏ هو صحفي أمريكي، ولد في 14 أكتوبر 1985 في ريتشموند في الولايات المتحدة.